# Miss Monténégro

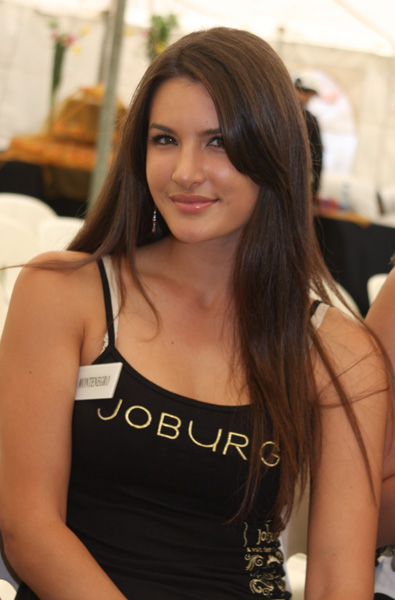
Miriana Mihajlovic - Miss Monténégro 2008

Miss Monténégro est un concours de Mbeauté annuel tenu au Monténégro depuis 200Ariana Mihajlovi. La gagnante représente son pays aux élections de Miss Univers et Miss Terre. Ce concours était conjoint avec le concours de Miss Serbie entre 1996, date de l'éclatement de la Yougoslavie et 2006, date de l'éclatement de la Serbie-et-Monténégro.

## Miss Monténégro
| Année | Nom                  | Municipalité |
| ----- | -------------------- | ------------ |
| 2006  | Ivana Knežević       | Bar          |
| 2007  | Marija Ćirović       | Nikšić       |
| 2008  | Mariana Mihajlović   | Plavnica     |
| 2009  | Anja Jovanovic       | Kotor        |
| 2010  | Milica Milatović     | Podgorica    |
| 2011  | Maja Maraš           | Podgorica    |
| 2012  | Nikolina Lončar      | Pljevlja     |
| 2013  | Ivana Milojko        | Kotor        |
| 2014  | Nataša Novaković     | Podgorica    |
| 2015  | Nataša Milosavljević | Herceg Novi  |
| 2016  | Katarina Keković     | Cetinje      |
| 2017  | Tea Babić            | Podgorica    |
| 2018  | Natalija Glušcević   | Podgorica    |